# Etiuni
Etiuni era el nom urartià d'una regió entre Aní i Yerevan, a l'Araxes, al sud d'Eriaqi.
Argisti I d'Urartu (785 aC-753 aC) va derrotar el seu rei Uduri i va fundar allí la ciutat d'Argištiḫinili (després Armavir). Cap al 750 aC Sarduri II d'Urartu va fer una campanya militar al país.